# Holstein-Gottorp-Romanov
Holstein-Gottorp-Romanov (službeno dinastija Romanov), ruska carska dinastija od 1762. do njena svrgnuća 1917. godine.

## Povijest dinastije
Kada je 1730. godine umro ruski car Petar II., dinastija Romanov ostala je bez muških potomaka. Naslijedila ga je rođakinja Ana, kći cara Ivana V. (1682. – 1696.) koja je vladala carskom Rusijom do smrti 1740. godine. Nju je naslijedila Elizabeta, kći cara Petra I. Velikog (1682. – 1725.), čijom se smrću 1761. godine dinastija definitvno ugasila.
Problem nasljeđivanja ruskog carskog prijestolja razriješen je još 1742. godine kada je carica Elizabeta pozvala u Rusiju vojvodu Karla Petra Ulrika od Holstein-Gottorpa († 1762.), sina svoje sestre velike kneginje Ane Petrovne († 1728.) i vojvode Karla Fridrika od Holstein-Gottorpa (†1739.) i proglasila ga nasljednikom prijestolja. Poslije Elizabetine smrti postao je ruski car pod imenom Petar III. Time je na rusko prijestolje stupila dinastija Holstein-Gottorp, koja je po ženskoj linija podrijetlo vodila od Romanova, a po muškoj liniji bila je grana njemačke dinastije Oldenburga, koja je već vladala u Danskoj, Švedskoj i nekoliko kneževina Svetog Rimskog carstva. Usprkos njemačkom podrijetlu preuzela je ime Romanovih. Petar III. vladao je vrlo kratko, ali je ostavio sina Pavla, čime je osiguran daljnji opstanak dinastije, ali kako je bio maloljetan, njegova majka Katarina II. proglašena je caricom i vladala je sve do 1796. godine. U ratovima protiv Osmanskog Carstva dobila je crnomorsku obalu od Dnjepra do Dnjestra te je 1793. godine osnovala luku Odesu, dok je 1783. godine stekla područja oko Azovskog mora s Krimom i Kerčkim vratima. U savezu s Austrijom i Pruskom izvršila je tri podjele Poljske, kojima je osigurala približno dvije trećine ukupnog teritorija nekadašnje poljske države.
Dana 5. travnja 1797. godine, car Pavao (1796. – 1801.) donio je novi zakon o nasljeđivanju prijestolja kojim je definirao redosljed nasljeđivanja unutar dinastije Romanov. Poslije uspješno izvršenog atentata na cara Pavla, carsku krunu preuzeo je njegov sin, Aleksandar I. koji je vladao do smrti 1825. godine. Uspješno je ratovao protiv Osmanskog Carstva (1806. – 1812.) i Švedske (1808. – 1809.) te je priključio Rusiji Gruziju (1801.), Finsku (1809.), Besarabiju (1812.) i Azerbajdžan (1813). Poslije Napoleonove katastrofe u Rusiji 1812. godine, Aleksandar I. preuzeo je vodeću ulogu u antifrancuskoj koaliciji europskih sila. Bio je jedan od glavnih inicijatora Svete alijanse i protivnik revolucionarnih pokreta u Europi.
Za vladavine cara Nikole I. (1825. – 1855.) nastavljena je apsolutistička vladavina u zemlji. U vanjskoj politici car se obračunavao s revolucionarnim i oslobodilačkim pokretima u Poljskoj i Ugarskoj, a u ratovima protiv Osmanlija uspio je ostvariti utjecaj nad područjem Balkana, gdje je pomogao oslobođenje Grčke i stavio pod rusku zaštitu Vlašku, Moldaviju i Srbiju te ostvario teritorijalno proširenje na Crnom moru i kontrolu plovidbe na ušću Dunava.
Nakon smrti cara Aleksandra II., koji je bio ubijen u atentatu 1881. godine, carsko prijestolje nasljedio je njegov sin Aleksandar III. († 1894.), a njega njegov sin Nikola II. († 1917.), koji je bio posljednji ruski car.